# エリトリアの国章
エリトリアの国章（エリトリアのこくしょう）は、1993年5月24日のエリトリアの独立の際に制定された。中央に駱駝が描かれ、周りをオリーブのリースが囲んでいる。下部の帯には3つの公用語で国名が示されている。中央が英語、左がティグリニャ語、右がアラビア語である。

## 歴史

イタリア領エリトリアの紋章（1919年–1936年）
イタリア領エリトリアの紋章（1936年–1941年）
イギリス領の紋章（1919年–1952年）
1952年–1962年のエチオピア併合中のエリトリアの紋章